# Leon Scott Kennedy
(Leon S. Kennedy a Claire Redfield in Resident Evil: Degeneration)
Leon Scott Kennedy (レオン・スコット・ケネディ?, Reon Sukotto Kenedi), è un personaggio immaginario della serie videoludica Resident Evil, prodotta dalla Capcom. Leon è tra i personaggi più ricorrenti della saga, essendo protagonista di tre giochi principali, Resident Evil 2, Resident Evil 4, Resident Evil 6, di un titolo prequel, Resident Evil: The Darkside Chronicles, di tutti i film d'animazione in computer grafica della serie, ovvero Resident Evil: Degeneration, Resident Evil: Damnation, Resident Evil: Vendetta, Resident Evil: L'isola della morte e di una miniserie animata in CGI, ovvero Resident Evil: Infinite Darkness. Inoltre è presente anche in due capitoli spin-off, Resident Evil Gaiden e Resident Evil: Operation Raccoon City. Spesso è affiancato da Ada Wong o Claire Redfield.

## Caratteristiche
Durante la sua prima apparizione, nel 1998, Leon è un ragazzo ventunenne, appena entrato in servizio come agente del corpo di polizia della città di Raccoon. A causa degli eventi verificatisi in quello che avrebbe dovuto essere il suo primo giorno di lavoro, viene successivamente reclutato dal governo statunitense. Anni dopo, a seguito di un duro addestramento nei corpi speciali dei marines e nei servizi segreti, Leon diviene un agente governativo.
Leon presenta un carattere risoluto e dimostra un atteggiamento molto dedito verso il proprio lavoro; infatti, durante gli eventi di Raccoon City, pur essendo solo una recluta, non si arrende mai di fronte alle avversità ma rimane concentrato ad aiutare tutti i superstiti che incontra in città. Successivamente, grazie all'addestramento ricevuto dal governo, diventa ancora più sicuro di sé, dimostrandosi capace di rimanere calmo e razionale anche durante le situazioni più tese. Inoltre dimostra di aver acquisito abilità eccezionali con le armi da fuoco, così come nel combattimento corpo a corpo e all'arma bianca, e di aver sviluppato notevoli doti acrobatiche che sfrutta nelle sue missioni per eludere pericoli spesso mortali.
Nella sua tessera di riconoscimento Leon è descritto come un uomo alto 180 centimetri, dal peso di settantuno chili circa. Il suo gruppo sanguigno è A. Ha la carnagione chiara, i capelli biondi e occhi verdi tendenti all'azzurro.

## Storia
Leon nacque nel 1977 in un'imprecisata città degli Stati Uniti e già da molto giovane decise di frequentare un'accademia di polizia. Dopo essersi qualificato con una buona graduatoria, l'appena ventunenne Leon fece richiesta di venire assunto presso il dipartimento di polizia della cittadina di Raccoon (RPD) nel 1998, in quanto voleva mettersi alla prova indagando sui recenti casi di omicidio che stavano accadendo sulle montagne Arklay nei pressi della città. Dati i notevoli risultati conseguiti da Leon in accademia, la sua richiesta venne accolta e Leon divenne un agente dell'RPD. Il 29 settembre Leon era diretto a Raccoon City per il suo primo giorno di lavoro, ma prima di entrare in servizio decise di rimanere a riposarsi in un motel sull'autostrada in periferia della cittadina. Di cattivo umore per la recente rottura con la fidanzata, Leon assume troppo alcol e dorme più del previsto. Al suo risveglio è calata la sera, perciò il giovane si affretta a correre in strada, consapevole di essere in ritardo di almeno un paio d'ore. Prova a contattare il dipartimento di polizia per avvisarli, ma senza successo. Al suo arrivo in città trova Raccoon City apparentemente deserta. Ben presto si rende conto che nei vicoli e negli edifici si nascondono creature fameliche e prive di raziocinio che fino a poco prima erano gli abitanti della città.
Nel remake di Resident Evil 2 alcuni particolari della storia di Leon sono stati cambiati: ogni riferimento alla sua vita personale è stato infatti rimosso e, se nell'originale Leon si stava recando nella città di Raccoon per il suo primo giorno di lavoro totalmente ignaro di cosa stesse accadendo, nel remake invece viene detto che, dopo essere stato assegnato al dipartimento di polizia della città, Leon venne messo in aspettativa e rimase a casa per un'intera settimana rispetto alla data in cui avrebbe dovuto entrare in servizio. Non ricevendo ulteriori ordini dai suoi superiori in questo lasso di tempo e non riuscendo a contattare il dipartimento di polizia, decise quindi di recarsi a Raccoon City di persona dove il suo primo giorno come poliziotto di Raccoon City si rivelerà anche l'ultimo a causa dell'epidemia che ha trasformato quasi l'intera popolazione della città in zombi.
Nel libro di S.D. Perry La città dei morti (Resident Evil: City of the Dead) vengono forniti ulteriori dettagli circa la vita privata di Leon, come il fatto che suo padre e prima di lui suo nonno furono entrambi agenti di polizia della cittadina di Raccoon, il che spinse anche lui a fare domanda per un posto di lavoro come agente di polizia nella medesima città, nonché a sviluppare il suo forte senso di giustizia e di ammirazione verso il lavoro di poliziotto. Sempre secondo il libro, Leon, da bambino, abitò proprio a Raccoon City, fino a quando suo padre venne trasferito in una non specificata città dello stato di New York. Durante l'infanzia Leon andava comunque spesso a trovare i suoi nonni che abitavano ancora nella piccola città di Raccoon.

### Resident Evil 2
Nel settembre del 1998, quando arriva nella città di Raccoon alla quale è stato assegnato, Leon si ritrova di fronte alle conseguenze della propagazione di un virus che ha causato un'epidemia su larga scala, trasformando gli abitanti in zombi. In una stazione di servizio poco fuori città incontra Claire Redfield, una ragazza in cerca del fratello maggiore Chris, anche lui poliziotto e membro della squadra speciale S.T.A.R.S. I due decidono di proseguire insieme, ma a causa di un incidente con un'autobotte sono separati da una barriera di fuoco e quindi costretti a prendere strade diverse. Leon incontra successivamente Ada Wong, una sedicente agente dell'FBI intenzionata a smascherare i colpevoli della diffusione del virus. Sarà lei a rivelare a Leon il coinvolgimento nell'epidemia della multinazionale farmaceutica di nome Umbrella Corporation e della ricercatrice Annette Birkin, chiedendo l'aiuto dell'agente per recuperare un campione del virus come prova. Deciso a portare a compimento questa missione, Leon la aiuterà accompagnandola fino al laboratorio segreto sotterraneo nominato NEST.
Meravigliata dal coraggio e dall'altruismo di Leon, Ada inizierà a sentirsi in debito con lui e, dopo avergli medicato le ferite riportate per aver ricevuto un proiettile di Annette diretto a lei, i due cominceranno a provare dei sentimenti l'uno per l'altra, arrivando anche a scambiarsi un bacio durante la loro missione. Soltanto successivamente Leon scopre che Ada è in realtà una spia e il suo vero obiettivo è recuperare un campione del virus G, una variante molto più pericolosa del virus T che ha infettato la città, non come prova per incastrare la Umbrella, ma per venderlo sul mercato nero a compagnie concorrenti. Pur venendo a conoscenza delle reali intenzioni di Ada, Leon non dimenticherà i sentimenti che aveva provato per lei, la quale dimostrerà anch'ella di essersi innamorata di lui, rifiutandosi di fargli del male anche quando egli scoprirà la sua vera identità. Alla fine della storia Ada sembra venire uccisa, cadendo da una piattaforma dopo aver ricevuto un colpo di pistola da Annette, ma verso la fine del gioco compare nuovamente e fornisce a Leon un lanciarazzi per eliminare un mostro particolarmente potente chiamato Tyrant. Grazie ad Ada, Leon riesce a salvarsi e, assieme a Claire e a una ragazzina di nome Sherry Birkin, a fuggire dalla città. Benché inizialmente i tre avessero deciso di rimanere insieme, Leon, preoccupato per Claire che non è riuscita a ritrovare suo fratello a Raccoon City, le suggerirà di separarsi da loro e partire alla ricerca di Chris. Così, anche se riluttante a lasciare l'agente e la bimba da soli, Claire parte per andare a ritrovare il fratello, promettendo comunque ai due che prima o poi sarebbe tornata. Successivamente Leon e Sherry vengono prelevati alla periferia di Raccoon City da alcuni agenti del governo. Grazie alle doti dimostrate negli eventi di Raccoon City, a Leon viene offerta una carriera militare nel governo per contribuire a distruggere i virus e le B.O.W. create dalla Umbrella. In realtà Leon non ha molta scelta: i militari gli promettono la sicurezza di Sherry solo nel caso lui in cui lui decida di unirsi a loro e fornire la sua esperienza nell'affrontare le conseguenze dei virus. Per assicurare la protezione della ragazzina che lui e Claire avevano salvato, Leon accetta di dedicare la propria vita a distruggere le B.O.W.
Dopo alcuni anni trascorsi sotto duro addestramento Leon diventa un agente governativo.
In Resident Evil: The Darkside Chronicles Memories tali fatti vengono raccontati con alcune differenze, fra cui, su tutte, il fatto che Leon e Claire rimangono insieme durante tutta la vicenda senza mai separarsi, se non dopo essere fuggiti da Raccoon City assieme a Sherry.

### Resident Evil: Code Veronica
Pur non comparendo fisicamente in questo capitolo, Leon svolge comunque un ruolo chiave nella storia del gioco. Diventato un agente del governo americano, Leon viene inizialmente addestrato dallo US Stratcom, che lo incaricherà di effettuare operazioni di intelligence volte a prevenire potenziali minacce bioterroristiche negli Stati Uniti, come quella di Raccoon City.
Qualche mese dopo gli eventi di Raccoon, Leon viene contattato da Claire, che si è messa alla ricerca del fratello Chris in Europa, ma è stata catturata dalle forze speciali private della Umbrella. Deportata sull'isola di Rockfort per essere interrogata, Claire riesce a liberarsi dopo che sull'isola è scoppiato il caos a seguito di un nuovo attacco bioterroristico e invia una mail a Leon. Tuttavia, trovandosi in Europa, Rockfort è fuori dalla giurisdizione del governo statunitense, che per il momento non può intervenire sul posto. Leon non intende comunque lasciare la sua amica in pericolo e si impegna quindi a rintracciarne il fratello, Chris Redfield, grazie ai mezzi dell'intelligence governativo di cui fa ora parte. Una volta trovata la posizione di Chris, Leon si mette in contatto con lui e lo informa della situazione, riferendogli del pericolo in cui si trova la sorella e del posto dove è tenuta prigioniera. Grazie alle informazioni di Leon, Chris raggiunge l'isola di Rockfort dove incontra Albert Wesker, uno dei dirigenti della Umbrella Corporation, che usava come copertura il lavoro di capitano della squadra speciale S.T.A.R.S. ma in realtà al soldo della Umbrella. Wesker stesso era stato ritenuto deceduto in tale incidente, tuttavia è tornato in vita potenziato dai virus, ed ora ha scatenato un attacco bioterroristico sull'isola di Rockfort allo scopo di sottrarre un campione di un nuovo agente virale sperimentale, il virus "T-Veronica", sviluppato sul posto dalla famiglia Ashford, proprietari dell'isola ed ex ricercatori della Umbrella. Nel corso del gioco Wesker tenterà di eliminare Chris più volte, che tuttavia riuscirà a sfuggirgli e a salvare sua sorella Claire. I fratelli Redfield metteranno al corrente Leon e il governo statunitense del pericolo rappresentato da Albert Wesker, rivelando la colpevolezza di quest'ultimo nell'incidente alla villa sulle montagne Arklay di alcuni anni prima e nell'attacco bioterroristico sull'isola di Rockfort. Inoltre, Chris e Claire, informeranno il governo del fatto che Wesker possiede ora abilità sovrumane grazie ai virus che ha assunto e che è in qualche modo in grado di controllare. Wesker è anche riuscito ad impossessarsi del virus T-Veronica. Il governo degli Stati Uniti fa scattare quindi un mandato di cattura internazionale per Albert Wesker. 
A seguito di svariate indagini condotte su Wesker dal governo statunitense, Leon scoprirà che Ada Wong, la spia da lui incontrata a Raccoon City, lavorava per l'organizzazione dell'ex capitano S.T.A.R.S. È stata proprio Ada a consegnare a Wesker il virus G, dopo essere anche lei riuscita in qualche modo a fuggire dalla città di Raccoon, nonostante Leon la credesse deceduta. 
In questo periodo, Leon conosce Adam Benford, sergente dell'esercito, il quale vede un grande potenziale in lui e decide di fargli da mentore, permettendogli di farlo addestrare nel corpo dei marines degli Stati Uniti.

### Resident Evil: The Darkside Chronicles
Nel 2002 Leon viene trasferito ai marines delle operazioni speciali (SOCOM), per una missione denominata "Operation Javier", volta ad arrestare Javier Hidalgo, un potente boss del narcotraffico. Secondo le informazioni ricevute dall'intelligence, Javier è entrato in affari con alcuni importanti dirigenti della Umbrella Corporation nella compravendita di armi bioorganiche. Arrestando Javier, il governo degli Stati Uniti potrebbe quindi essere in grado di provare la connessione tra la Umbrella e lo sviluppo delle armi bioorganiche nonché il coinvolgimento della compagnia nell'incidente di Raccoon City. L'obiettivo ufficiale della missione è quindi catturare Javier vivo per poterlo interrogare. Infatti, si sospetta che Javier abbia comprato il virus T-Veronica proprio da Albert Wesker e che possa conoscere dove quest'ultimo o altri ex ricercatori della Umbrella si nascondono. Javier sembra anche in qualche modo collegato alla scomparsa di alcune giovani ragazze del villaggio sudamericano di Amparo. Tuttavia la reale missione è ben più pericolosa: infatti il nome in codice dell'Operazione Javier è Anti-Virus Weapon Protocol n. 7600 ed è l'incarico segreto affidato a Leon dal presidente in persona. Tale missiome consiste nello sventare il rischio biologico derivato dal virus T-Veronica di cui Javier è in possesso. Il virus, infatti, minaccia di sconvolgere l'intero ecosistema degli Stati Uniti a causa delle condizioni calde e umide del Sud America che favorirebbero lo sviluppo dell'agente virale a livelli catastrofici, sino a rendere possibile un'epidemia su larga scala. Leon è stato scelto appositamente dal presidente degli Stati Uniti per distruggere il virus, data la sua esperienza nel riconoscere e affrontare le B.O.W., mentre Krauser viene tenuto all'oscuro del vero obiettivo della missione, rimanendo pertanto diffidente riguardo all'effettiva esistenza delle B.O.W. e credendo semplicemente di dover arrestare un latitante come tanti e di svolgere quindi una missione di routine.
Pur mantenendo il sangue freddo, Krauser rimarrà sconcertato nel vedere con i propri occhi i vari mostri che lui e Leon incontreranno. Krauser chiederà spiegazioni a Leon su quanto sta accadendo sul posto e, a quel punto, l'ex poliziotto gli rivelerà diversi dettagli sul suo passato, parlandogli della Umbrella, dell'incidente di Raccoon City e di Albert Wesker, e inoltre il vero obbiettivo della loro missione. A seguito di ciò, Krauser inizierà a serbare in segreto un profondo risentimento verso il governo statunitense, sentendosi tradito dal presidente, che ha deciso di rivelare il vero scopo di una missione così confidenziale a un novellino come Leon piuttosto che ad un agente veterano come lui. Malgrado ciò, Krauser nasconderà i suoi veri pensieri a Leon e cercherà di provare comunque il proprio valore al governo. Tuttavia, durante lo scontro con un mostro, rimarrà ferito gravemente al braccio sinistro. Pur continuando a combattere al fianco di Leon, Krauser avvertirà dolori lancinanti al braccio e inizierà sempre più a pensare di dover dipendere da Leon per riuscire a salvarsi, rendendosi conto che il suo infortunio è grave e che l'esercito non esiterà a congedarlo a missione conclusa. A causa di ciò, la buona morale di Krauser verrà sempre più distorta dal pensiero che i virus prodotti dalla Umbrella possano diventare un modo per permettergli di riacquistare la sua forza, iniziando a vedere gli agenti virali come preziosi strumenti che se perfezionati possono avere il potenziale di migliorare la razza umana, arrivando a disprezzare Leon e il governo americano che invece guardano ai virus con paura e vogliono distruggerli. Tuttavia, Krauser rimarrà ben attento a mantenere per sé questi pensieri. 
Nel frattempo i due agenti scoprono che la figlia di Javier, Manuela, è anch'essa infetta dal virus T-Veronica ma è riuscita a tenere l'agente patogeno sotto controllo grazie ad un costante trapianto di organi al quale è stata sottoposta dal padre che aveva fatto rapire e uccidere molte giovani ragazze del luogo, affinché il virus, potendo attingere sempre a nuovi organi, non prendesse il sopravvento sull'organismo della figlia e le permettesse di vivere. Javier infatti voleva inizialmente usare il virus per curare Manuela da una rara malattia ma, a seguito della trasformazione della moglie Hilda in un mostro a causa di un esperimento andato male, Javier perse la ragione e finì col venire corrotto dal potere che il virus rappresentava, iniziando a nutrire il piano di diventare immortale. 
Alla fine della missione, Javier viene messo alle strette da Leon e Krauser e decide quindi di attuare il suo piano iniettandosi il virus T-Veronica, fondendo il suo corpo a quello di un'enorme pianta carnivora anch'essa affetta dal virus. Il risultato è la mutazione di Javier in una creatura gigantesca che verrà denominata "V-Complex". Grazie a questa mutazione, Javier si dimostrerà un nemico potentissimo e arduo da sconfiggere per i due marines, ma gli agenti riusciranno ad avere la meglio, venendo aiutati da Manuela che, grazie ai suoi poteri derivati dal virus T-Veronica, riuscirà a indebolire notevolmente il mostro. Manuela, infatti, trasformerà parte del suo sangue in una sostanza infiammabile che scaglierà numerose volte contro la creatura che un tempo era suo padre, mentre Leon e Krauser continueranno a colpirlo con tutta la potenza dell'artiglieria di cui dispongono. Pur non essendo riusciti a catturare Javier vivo e ad interrogarlo per ottenere da lui informazioni circa la posizione di Albert Wesker, i due agenti riescono comunque a sventare un gravoso rischio biologico avendo ucciso il gigantesco mostro nel quale Javier era mutato. Grazie a ciò, infatti, Leon e Krauser hanno completato con successo l'obbiettivo primario della loro missione, ovvero distruggere ogni presenza del virus T Veronica in Sud America. I due marines vengono poi prelevati dalla loro agenzia assieme a Manuela, la quale viene in seguito presa sotto custodia dal governo degli Stati Uniti che, tramite il suo sangue, creerà un vaccino per il virus T-Veronica, infliggendo un duro colpo alla Umbrella. 
Successivamente la voce narrante di Leon afferma che la ferita riportata da Krauser al braccio non gli permetterà di continuare il servizio nell'esercito e che dovrà lasciare i Socom. Krauser, dal canto suo, dopo aver visto Manuela controllare il virus presente nel suo corpo, prende definitivamente la decisione di far perdere le sue tracce al governo americano per mettersi dalla parte di Wesker e della Umbrella, in modo tale da ricevere il loro aiuto per guarire la sua ferita e riacquisire la sua forza tramite i virus da loro sviluppati. In Resident Evil 4 viene detto che, diverso tempo dopo la loro missione in Sud America, sempre nel 2002, Leon verrà a sapere della morte di Krauser in un incidente automobilistico.

### Resident Evil 4
Nel 2004 le numerose battaglie legali messe in atto dal governo degli Stati Uniti contro la Umbrella portano al crollo definitivo della multinazionale, che viene ufficialmente ritenuta unica responsabile dell'incidente di Raccoon City e della ricerca e sviluppo di armi bio-organiche. Contemporaneamente, Leon viene trasferito ai servizi segreti con l'assegnazione di guardia del corpo della famiglia del presidente degli Stati Uniti. Tuttavia, prima che Leon possa iniziare il suo nuovo incarico, la figlia del presidente, Ashley Graham, viene rapita e secondo le informazioni ricevute dall'intelligence, la ragazza è stata deportata in un villaggio rurale chiamato El Pueblo, situato al confine tra la Spagna e il Portogallo. I rapitori di Ashley sono una setta di terroristi appartenenti al culto Los Illuminados ("Gli Illuminati" in spagnolo). Sospettando la presenza di una talpa nell'entourage governativo e temendo una trappola da parte dei rapitori, i servizi segreti decidono di inviare Leon in Europa come unico agente, per confermare l'effettiva presenza di Ashley sul posto. Leon giunge quindi nel villaggio insieme a due agenti di polizia locale, e nel giro di poco tempo vengono accerchiati dagli abitanti, che uccidono i due poliziotti. Gli abitanti di El Pueblo, denominati Ganados, sono affetti da un parassita chiamato Las Plagas che ha trasformato tutte le persone del posto in esseri violenti e aggressivi, conferendo loro inoltre una forza e resistenza di gran lunga superiore a quelle di una persona normale. Essendo guidati da una sorta d'istinto selvaggio a causa della Plaga che elimina i loro ricordi e li rende incapaci di intendere e di volere, le persone infette dal parassita vengono chiamate "Los Ganados", ovvero "il bestiame". A dispetto del nome, seppur non possedendo una volontà propria, tali infetti mantengono comunque la loro intelligenza umana e quindi la possibilità di parlare tra loro e organizzarsi per attaccare i nemici, il che li rende molto più pericolosi degli zombi.
Questi individui sono infatti controllati dal parassita che è utilizzato dal capo degli Illuminados, Lord Osmund Saddler, per poterli soggiogare al suo volere. Saddler, infatti, possiede nel suo corpo la Plaga Leader, il parassita dominante, che può controllare tutti gli altri infetti da Plagas. È Saddler il mandante del rapimento di Ashley, deciso a ottenere un grande riscatto in denaro dal presidente degli Stati Uniti e al contempo fare di lei un vettore del parassita da trasportare in America, per infettare l'intero paese. 
Leon riesce a trovare il luogo in cui Ashley è tenuta prigioniera e a liberarla. Purtroppo l'elicottero incaricato di trarli in salvo viene intercettato e distrutto dagli Illuminados e Leon viene ben presto tagliato fuori dalle comunicazioni con la sua base operativa in America e non può più richiedere ulteriori rinforzi o fornire la sua posizione alla base. Inoltre Leon, ed Ashley vengono a sapere da Saddler che loro stessi sono stati infettati dalle Plagas e che nel giro di poche ore si trasformeranno a loro volta in Ganados. Tuttavia, Leon trova un prezioso alleato in Luis Sera, un ex poliziotto di Madrid che ha lavoraro in seguito come ricercatore di Saddler ma, scoperte le intenzioni del Lord, ha deciso di fermare i suoi piani e pertanto aiuterà Leon contro gli Illuminados in svariate occasioni, fornendo a Leon ed Ashley dei medicinali specifici con cui ritardare l'evoluzione del parassita nel loro corpo. Più tardi Leon si imbatte nuovamente, dopo ben 6 anni, in Ada Wong, che si era infiltrata a El Pueblo per recuperare da Luis un campione di Plagas Leader. Ada lavora apparentemente per conto di Albert Wesker, anch'egli interessato ai parassiti, che intende sfruttare come nuova arma bio-organica per far rinascere la Umbrella e diventarne il nuovo capo. Tuttavia, Ada sta segretamente facendo il doppio gioco con Wesker per conto di un'altra misteriosa agenzia, avversaria a Wesker e altrettanto interessata alle Plagas. Leon chiede spiegazioni a Ada, ma lei si dilegua, non sembrando intenzionata a fornirgliene. In seguito Leon, Luis e Ashley cercano di fuggire, ma Saddler intercetta Luis e lo uccide, mentre i suoi subordinati catturano Ashley.
Tra le file di Saddler c'è anche Jack Krauser, ex collega di Leon e rapitore di Ashley. Krauser ha simulato la propria morte anni prima per diventare un mercenario di Wesker e si finge ora alleato di Saddler per ottenere un campione di Plaga Leader da portare a Wesker in modo da far rinascere la Umbrella. Krauser collabora con Ada Wong per raggiungere tale scopo, ma non si fida di lei e arriva persino a minacciarla. Successivamente Krauser tende un'imboscata a Leon e a seguito di un intenso combattimento con i coltelli, Krauser riesce a mettere Leon alle strette, ma a quel punto interviene Ada dimostrandosi rivale di Wesker e Krauser, disarmando quest'ultimo. Tuttavia Krauser mostrerà di essersi fatto iniettare lui stesso un tipo di Plaga perfettamente controllabile, che ha ulteriormente potenziato le sue abilità di ex marine trasformandolo in un super soldato dotato di forza, riflessi, velocità e resistenza sovrumane, oltre alla possibilità di mutare il suo braccio sinistro in una potente lama indistruttibile che può utilizzare anche come scudo.
Krauser si dimostra un avversario formidabile, ma Leon riesce comunque a prevalere sul suo ex collega, sconfiggendolo al termine di un'ardua battaglia. Nonostante ciò, Krauser riuscirà a sopravvivere ma, a causa delle ingenti ferite riportate nel combattimento, verrà eliminato definitivamente da Ada. In seguito Leon libera Ashley e insieme i due distruggono i parassiti nei loro corpi grazie a un macchinario progettato da Luis, che, tramite l'emissione di speciali radiazioni laser, annienta le Plagas. Leon ed Ashley sono ora liberi dai parassiti e dal pericolo di trasformarsi in Ganados, ma Lord Saddler è ancora deciso ad impedire loro di fuggire. Saddler è riuscito a catturare Ada e la usa come esca per indurre Leon ad affrontarlo. Saddler si trasforma quindi in un gigantesco mostro dalle sembianze di un ragno, mentre Leon libera Ada e si prepara allo scontro finale con il Lord. Alla fine Leon riesce ad avere la meglio, uccidendo il mostro con un potente lanciarazzi fornitogli proprio da Ada, eliminando così Saddler e provocando di conseguenza anche la morte di tutte le creature da lui controllate. Ada, tuttavia, costringe Leon a consegnarle il campione di Plaga Leader sottratto a Saddler, dopodiché fugge in elicottero. La donna attiva anche delle potenti cariche esplosive per radere al suolo l'isola degli Illuminados, ma prima si assicura di fornire a Leon e ad Ashley le chiavi di un'acqua-scooter per permettere la loro fuga dal posto. I due riescono quindi a scappare dall'isola pochi secondi prima dell'esplosione finale. 
Sconfitti gli Illuminados e tratta in salvo la figlia del presidente, la missione di Leon è completata con successo.

### Resident Evil: Degeneration
Nel 2005 Leon viene mandato dal presidente degli Stati Uniti a prelevare i sopravvissuti di un attacco bioterroristico al terminal di un aeroporto che era stato infettato dal virus T. L'esperienza dimostrata da Leon nell'affrontare B.O.W. induce il presidente a mandare esclusivamente Leon per affrontare questo rischio biologico. Arrivato sul posto Leon fa squadra con due membri del S.R.T. (Service Rescue Tactics), Angela Miller e Gregg Glen, incaricati del salvataggio delle persone sopravvissute nell'aeroporto. Entrato nell'aeroporto, Leon e la sua squadra aiutano a fuggire dal terminal i superstiti tra cui c'è la sua vecchia amica Claire Redfield. Oltre a lei c'è anche il senatore Ron Davis, uno dei maggiori azionisti della Wilpharma, una compagnia farmaceutica. Leon, Angela e Gregg si fanno strada nell'aeroporto, ma Gregg viene purtroppo morso e quindi infettato dal virus T. Sapendo che si sarebbe trasformato, Gregg decide di sacrificarsi, distaccandosi dal gruppo e permettendo così a Leon, Angela e ai sopravvissuti di dirigersi verso l'uscita.
Usciti dall'aeroporto, la missione di Angela e di Leon sembra completata mentre dei marine vaccinati contro il virus T entrano nell'aeroporto per eliminare gli zombi rimanenti. Nel frattempo Curtis Miller, fratello di Angela, ruba il virus G, sviluppato nei laboratori della Wilpharma. Curtis s'infetta da solo con il virus per vendicarsi del governo che ha tentato di insabbiare i veri fatti dell'epidemia di Raccoon City nei quali Curtis ha perso la famiglia. Curtis Miller inizia a mutare geneticamente e distrugge gran parte dei laboratori della Wilpharma. Leon e Angela arrivano sul posto e distruggono il mostro facendolo precipitare nell'altoforno.
In seguito Leon, Angela e Claire scoprono che la diffusione del virus T nell'aeroporto è stata causata accidentalmente da Frederick Downing, ex-scienziato Umbrella e uno dei fondatori della Wilpharma, che aveva intenzione di venderlo sul mercato nero ai terroristi per vendicarsi del crollo della Umbrella da parte del governo degli Stati Uniti. Dopo averlo arrestato, Leon recupera il virus T e il vaccino T e li consegna poi al governo. In seguito allo scandalo, la Wilpharma vende la compagnia alla nuova multinazionale farmaceutica, la Tricell.

### Resident Evil: Infinite Darkness
Nel 2006 Leon è uno degli agenti più stimati alla Casa Bianca, a seguito degli eventi di Resident Evil 4 di due anni prima, quando Leon da solo riuscì a salvare la figlia del presidente Graham. Per questa ragione, viene chiamato appositamente dal presidente per essere un membro della sua scorta personale, durante un convegno che gli Stati Uniti avrebbero dovuto tenere con la Cina. Leon, che si trovava a Pittsburgh dove aveva appena sventato un altro attacco bioterroristico, si reca quindi a Washington. Poco prima del suo arrivo, però, ha luogo un attentato nel quale diversi membri dell'entourage presidenziale vengono infettati col virus T e trasformati in zombi. Tuttavia, Leon riesce ad arrivare in tempo e ad aiutare una squadra dei servizi segreti a trarre in salvo il presidente. Tempo dopo assieme a due agenti dei servizi segreti, Jason e Shenmay, ex militari veterani della guerra in Penamstan, Leon viene inviato in missione segreta in Cina a bordo di un sommergibile spia: la Cina è infatti sospettata dell'attacco terroristico alla Casa Bianca. Tuttavia Shenmay e Jason si rivelano presto dei traditori, dirottando il sommergibile e uccidendone l'equipaggio, tramite dei ratti mutati dal virus T. Leon riesce a sopravvivere ma viene tratto in ostaggio da Jason e Shenmay. 
I due agenti traditori, minacciati dal segretario di stato Wilson, confessano la propria colpevolezza nell'aver architettato l'attacco al presidente e al sommergibile per far sì che l'America dichiarasse guerra alla Cina. Il segretario di stato Wilson infatti non vuole permettere un'alleanza tra i due paesi essendo segretamente un venditore di B.O.W.. Jason e Shenmay vogliono anche rivelare all'opinione pubblica il coinvolgimento del governo statunitense nella creazione di B.O.W., per ottenere giustizia per l'incidente batteriologico in Penamstam nel quale il loro intero plotone rimase ucciso. 
Shenmay e Jason chiedono l'aiuto di Leon per smascherare Wilson e il coinvolgimento del governo statunitense nella catastrofe di Penamstam. Leon però si rifiuta di aiutarli, non potendo perdonare i crimini da loro commessi per arrivare a tale scopo, tra cui l'attacco alla Casa Bianca e al sommergibile spia. Jason tenta quindi di aprire il fuoco contro Leon, ma quest'ultimo è più veloce e lo elimina con un solo colpo al cuore. Shenmay però riesce a fuggire all'agente, che, seguendola senza farsi scoprire, arriva a casa della ragazza dove scopre che questa ha un fratello, anche lui ex soldato, infettato dal virus T in Penamstam e trasformatosi in zombi. Il fratello di Shen continua ad essere tenuto in vita, seppur in stato di zombi, da suo nonno che è riuscito ad indurlo in coma farmacologico nella speranza di riuscire un giorno a curarlo. Il segretario di stato Wilson, che ai tempi di Penamstam era un generale di alto grado dell'esercito statunitense, aveva fatto impiantare un chip nel collo del fratello di Shenmay per monitorare i combattimenti dei soldati contro le B.O.W. e riceverne dati. Tale chip può provare il coinvolgimento degli Stati Uniti negli eventi di Penamstam e nella creazione di B.O.W..
Leon apprende tutto ciò da Shenmay, che gli rivela inoltre che anche Jason era stato infettato, ma, a differenza del fratello di Shen, a lui era stato estratto il chip e consegnato un inebitore che dovrà assumere regolarmente per tutta la vita per impedire al virus di trasformarlo in un mostro. Il segretario Wilson fa bombardare la casa di Shenmay nella speranza di distruggere le prove, provocando la morte del nonno e del fratello, ma Leon e Shen riescono a fuggire con il chip e tornano in America per recarsi al laboratorio sotterraneo del segretario Wilson, a Washington. Prima, però, Leon contatta un suo collega dei servizi segreti, dicendogli di avvertire il presidente Graham della colpevolezza di Wilson negli attacchi bioterroristici alla Casa Bianca e al sommergibile, nonché nell'incidente di Penamstam e quindi dell'innocenza della Cina. Fidandosi ciecamente di Leon, il presidente segue il suo consiglio e, durante il convegno che avrebbe dovuto tenere di lì a breve, firma il trattato di pace con la Cina invece di dichiarare guerra. 
Nel laboratorio segreto di Wilson, dove questi creava B.O.W. da vendere sul mercato nero, scopriamo che Wilson aveva imprigionato Claire Redfield, vecchia amica di Leon che indagava anch'ella sull'incidente di Penamstam. Jason ha pure lui raggiunto il laboratorio, essendo tornato in vita grazie al virus presente nel suo corpo, ed ha deciso di non assumere più l'inebitore in modo tale da trasformarsi. Avendo avuto modo di svilupparsi per anni ed anni nel suo organismo in fase dormiente a causa dell'inebitore, il virus T muta Jason in una creatura ancora più potente e pericolosa di un normale zombi, molto somigliante ad un Tyrant (sebbene non altrettanto forte e resistente) e parzialmente senziente. Terminata quindi la mutazione in questa creatura, Jason morde il segretario Wilson, ma lo lascia in vita affinché rimanga infetto anche lui e sia destinato a trasformarsi a sua volta in un mostro. Dopodiché Jason, ormai accecato dalla rabbia uccide Shenmay e pianifica di uscire allo scoperto durante il convegno tenuto dal presidente tra Stati Uniti e Cina. Jason era intenzionato a fare strage di tutti i presenti al convegno, mostrandosi mutato all'opinione pubblica, affinché il governo non potesse più insabbiare la verità sul suo coinvolgimento negli incidenti batteriologici. Tuttavia Leon libera Claire e, insieme, i due riescono a distrarre il Tyrant e a imprigionarlo nella struttura che stava avviando una procedura di decontaminazione contro le B.O.W.; infine, Leon fa precipitare il mostro in una vasca d'acido, eliminando Jason. Ciò permette al presidente Graham di firmare il trattato di pace tra America e Cina, salvando così i due Paesi da un imminente e ingiusta guerra.
Alla fine della serie Claire chiede a Leon di rendere pubblico il contenuto del chip che ha ottenuto da Shenmay, con le prove del coinvolgimento del governo degli Stati Uniti nella catastrofe di Penamstan e nella produzione di armi bio-organiche. Tuttavia, Leon decide che è meglio tenere nascosto tutto ciò all'opinione pubblica, in quanto a causa di una tale informazione il Paese rischierebbe di finire nel caos, poiché le persone non avrebbero più un governo di cui fidarsi. Claire, convinta invece che la gente abbia il diritto di conoscere la verità, rimane delusa dalla decisione del suo vecchio amico e a causa di ciò i due decidono di continuare la loro battaglia al bioterrorismo seguendo strade diverse: Leon decide di farsi carico dell'intera missione sulle sue spalle e di continuare a combattere personalmente il bioterrorismo, mentre Claire continuerà a cercare di far venire a galla la verità riguardo la corruzione del loro governo, nella speranza di fermare le aziende che continuano a diffondere i virus. Nel finale vediamo anche che il segretario Wilson, ormai ricercato e in fuga, viene curato dalla Tricell. Inc. che gli consegna un inibitore per evitare che si trasformi a causa del virus.

### Resident Evil: Damnation
Nel 2011 Leon Scott Kennedy fonda insieme a Ingrid Hunnigan e al nuovo presidente Adam Benford, suo amico di vecchia data, la Division of Security Operations (DSO). Leon stesso diventa agente operativo sul campo del D.S.O. mentre Hunnigan ne diventa la coordinatrice incaricata di fornire supporto tecnico. La D.S.O. è un'agenzia elitaria segreta statunitense che raggruppa i migliori agenti speciali di vari settori del governo con il compito di combattere e prevenire ogni potenziale minaccia terroristica e bioterroristica mondiale o che potrebbe comunque minacciare la sicurezza nazionale degli Stati Uniti d'America. La D.S.O. aiuta anche la B.S.A.A., ma, a differenza di quest'ultima, opera sotto il diretto controllo del presidente, tanto da essere definita "la spada del Presidente", e viene coordinata dalla Field Operations Support (F.O.S.), un'unità di supporto della D.S.O. che si occupa di intelligence e della quale è entrata a far parte Hunnigan. La F.O.S. è stato anch'esso fondato dal nuovo presidente Adam Benford su consiglio dello stesso Leon. 
All'inizio del film Resident Evil: Damnation, la F.O.S. riceve segnalazioni secondo cui nella Repubblica Slava dell'Est, una piccola nazione sorta dopo il crollo dell'U.R.S.S., vengono utilizzate B.O.W. nel corso della guerra civile che da anni vede contrapposto il governo nazionale di stampo oligarchico, guidato dalla presidente Svetlana Belikova, e un agguerrito gruppo ribelle. I ribelli sono infatti riusciti a mettere le mani su un nuovo tipo di tecnologia bioorganica, che sfrutta il potere delle Plagas per permettere a un essere umano, contaminato da una Plaga Leader, di controllare diverse B.O.W., in particolare i licker, potenziati dai parassiti e in grado di essere controllati in quanto sono stati creati con Plagas subordinate alle quali è stato fatto assimilare il virus T. Tali licker risultano essere lo stadio evolutivo finale di zombi, che essendo stati creati tramite la combinazione del virus T con le Plagas, sono leggermente più intelligenti e in grado di trasmettere l'infezione sputando altre Plagas dalla bocca (come i Majini di Resident Evil 5). Le abilità e l'esperienza di Leon nell'affrontare armi bioorganiche spinge la F.O.S. a richiamarlo appositamente per questa missione dalla sua vacanza.
In qualità di agente della D.S.O., Leon viene subito mandato sul posto ma poco dopo il suo arrivo, viene informato da Hunnigan che gli Stati Uniti hanno rinunciato a farsi coinvolgere nel conflitto e stanno per abbandonare il Paese, ma l'agente, in nome della sua volontà di ripulire tutto il mondo dalle B.O.W., disobbedisce agli ordini e si mette alla ricerca di un modo per scoprire chi abbia fornito le Plagas ai ribelli. Leon viene tuttavia catturato da un gruppo di ribelli, tra i quali vi sono JD, un eccentrico guerrigliero amante dello stile di vita americano, e un suo amico che si fa chiamare Buddy, che medita vendetta contro il governo slavo per aver provocato la morte della sua fidanzata. Con loro c'è Ataman, uno dei membri del Consiglio degli Anziani che guida i ribelli, il quale utilizza una Plaga Leader per controllare i licker. All'arrivo di una retata dell'esercito, il gruppo si infila nei sotterranei della città, e qui sono costretti a uccidere Ataman, ormai divenuto incapace di controllare la Plaga da lui posseduta. I sotterranei, però, pullulano di cittadini infettati dalle Plagas. Leon e JD, separati da Buddy, una volta raggiunta la superficie, si rendono conto che quasi tutti gli abitanti della capitale si sono ormai mutati in zombi-Ganados (infetti da Plagas di tipo 2 e da virus T), e trovano rifugio in una chiesa che funge da nascondiglio per i ribelli. Intanto, al palazzo presidenziale, la presidente Belikova si incontra con Ada Wong che, spacciandosi per un membro della B.S.A.A., illumina la presidente sulle B.O.W. e sul loro utilizzo in svariati conflitti mondiali. Svetlana, convinta nazionalista, è determinata a far sì che il suo Paese venga ammesso quanto prima all'Unione europea e alle Nazioni Unite, inizia quindi una lotta senza quartiere per stroncare definitivamente la resistenza dei ribelli.
Leon e Ada si incontrano in un parcheggio sotterraneo, quando Leon decide di rimettersi alla ricerca di chi sta rifornendo di B.O.W. e Plagas i ribelli. Ada fa capire fin dall'inizio che in realtà lei si trova lì per un altro scopo. In questo frangente ci viene fatto capire che Leon ed Ada hanno trascorso una notte assieme in privato, in un periodo di tempo successivo a Resident Evil 4, ma che dopo tale notte Leon non aveva più avuto notizie di lei. Poco dopo averla incontrata, Leon si accorge che la chiesa è sotto attacco da parte dei Ganados, ma, quando riesce a farvi ritorno, trova tutti i ribelli morti. Solo JD è rimasto in vita, ma tuttavia è stato infettato, e Leon si trova costretto ad eliminarlo quando questi muta a sua volta in un Ganado.
Buddy, nel frattempo, ha messo le mani su di una nuova Plaga Leader e, nonostante gli avvertimenti di Leon, decide di usarla su di sé per controllare i licker e attaccare il giorno dopo il palazzo presidenziale, facendo strage dei soldati a guardia dell'edificio. Intanto Ada viene smascherata come un'agente nemica e sconfitta in combattimento corpo a corpo da Svetlana, che prima di essere la presidente, era stata un'istruttrice militare dell'esercito sovietico. Ada riesce a fuggire e a incontrarsi nuovamente con Leon, nei sotterranei del palazzo presidenziale, che si rivela essere un vecchio bunker per testate nucleari riconvertito in laboratorio dove vengono prodotte e conservate migliaia di Plagas Leader. È infatti la stessa Svetlana a fornire le Plagas ai ribelli, così da garantirsi l'appoggio della comunità internazionale e poterli schiacciare facilmente. Ada riesce a scappare, mentre Leon e Buddy, arrivato anche lui nei sotterranei, vengono lasciati da Svetlana nelle mani di due Tyrant, modello T-103 (mostri potentissimi, simili a quelli presenti in Resident Evil 2 e Resident Evil: Code Veronica). Grazie anche all'aiuto di Ada, Leon e Buddy riescono a ritornare in superficie, ma una volta qui devono fare i conti con un terzo T-103. Per fermare il gigantesco mostro, Buddy utilizza il suo controllo sulle Plagas per assoggettare un intero branco di licker al suo volere, in modo da far combattere le B.O.W. tra loro. Ciononostante, il Tyrant si dimostra comunque troppo forte da poter essere sconfitto dai licker, anche dopo essere rimasto coinvolto nell'esplosione di un'autocisterna di benzina, che era stata fatta esplodere da Leon. Il mostro muta infatti in un pericolosissimo Super Tyrant, potenziandosi ulteriormente. Tuttavia, seppur dopo molti sforzi, Leon e Buddy riescono ad eliminare il mostro colpendolo in pieno viso con un colpo di carro armato. Ma il loro trionfo ha breve durata: nel frattempo, infatti, anche gli altri due T-103 sono arrivati in superficie per dar loro la caccia. Tuttavia prima che possano assalire Leon e Buddy, entrambi i Tyrant vengono distrutti da due caccia USAF; gli Stati Uniti, infatti, hanno deciso di intervenire nel conflitto nella Repubblica Slava, e con l'appoggio della Russia costringono Svetlana alle dimissioni per poi nominare un nuovo Governo provvisorio. 
Leon è piuttosto seccato e contrariato per quanto successo, conscio del fatto che si è trattato di una grande manovra politica orchestrata ad arte per ottenere il massimo risultato con le minime perdite, ma si rassegna all'evidenza che, bene o male, il mondo continuerà a girare così. Prima di lasciare il Paese incontra Buddy, che gli chiede di ucciderlo per non cadere a sua volta preda della Plaga Leader; Leon, invece, distrugge la Plaga senza uccidere Buddy, che tuttavia resta paralizzato (l'unico modo per rimuovere una Plaga adulta è rimuovere o distruggere il midollo spinale dell'ospite). Così, seppur su di una sedia a rotelle, al termine della guerra, Buddy può riprendere il suo lavoro di insegnante. Nell'ultima scena del film, Ada, sopravvissuta agli eventi della Repubblica Slava dell'Est, tratta via computer con un misterioso acquirente la compravendita di una Plaga Leader che è riuscita a sottrarre dal laboratorio di Svetlana, in cambio dell'annullamento del mandato di ricerca internazionale su di lei.

### Resident Evil 6
Nel 2013 Leon si ritrova nella cittadina di Tall Oaks, nella quale è in corso un nuovo attacco bioterroristico. Insieme a un'agente dei servizi segreti, Helena Harper, Leon deve fronteggiare un'epidemia scatenata dal virus C, un nuovo agente virale che racchiude in sé le caratteristiche dei virus T, T-Veronica e G. 
Come visto in Resident Evil: Infinite Darkness, Leon è ancora piuttosto restio a rivelare all'opinione pubblica il coinvolgimento dell'America nell'incidente di Raccoon City e nella creazione di B.O.W.. Infatti, il governo degli Stati Uniti aveva permesso e persino finanziato molti degli esperimenti della Umbrella Corporation prima della catastrofe di Raccoon City. Temendo che la divulgazione di una tale notizia possa gettare l'intero paese e i suoi abitanti nel panico e nel caos più totale, Leon aveva esposto le sue preoccupazioni al nuovo presidente, Adam Benford, suo caro amico, ma quest'ultimo aveva ormai preso la sua decisione, ritenendo giusto che gli Stati Uniti si prendessero le proprie responsabilità per collaborare con il resto del mondo a porre fine al bioterrorismo. Tuttavia, prima che il presidente Benford potesse rivelare l'informazione riguardo alla colpevolezza del governo statunitense nell'incidente di Raccoon City, un nuovo attacco bioterroristico ha luogo nella cittadina di Tall Oaks dove Benford doveva avere un convegno. Leon riesce a recarsi sul posto, ma troppo tardi: gran parte della città è ormai infetta e il presidente stesso è mutato in uno zombi e Leon è costretto a ucciderlo. Sul luogo è presente anche l'agente Helena Harper, assieme alla quale Leon si fa strada in una città ormai finita nel caos a causa del virus che in breve tempo ha contagiato l'intera popolazione, proprio come successo a Raccoon City. Successivamente Leon e Helena vengono accusati dell'attacco terroristico e dell'omicidio del presidente dal consigliere della sicurezza nazionale Derek C. Simmons. In seguito, i due scoprono che l'epidemia era stata causata da Simmons stesso, il quale è a capo di una società segreta chiamata "La Famiglia" e che si occupa di gestire dietro le quinte il governo statunitense. Simmons è uno scienziato che un tempo aveva anche collaborato con la Umbrella. Simmons non voleva che il presidente Benford rivelasse all'opinione pubblica che il governo finanziava gli esperimenti dell'Umbrella con lo scopo di creare super soldati, in quanto riteneva che, se ciò fosse avvenuto, il governo Statunitense avrebbe perso ogni autorità e credibilità con il resto del mondo e l'ordine politico mondiale sarebbe crollato. Deciso a mantenere lo statu quo, Simmons ha quindi fatto inscenare un attacco bioterroristico nella cittadina di Tall Oaks grazie all'assistenza della Neo Umbrella, diretta dalla sua complice Carla Redames, per fare in modo che il presidente fosse messo a tacere rimanendone vittima. L'agente patogeno usato nell'attacco si chiama virus C, un agente virale innovativo che include tutti i virus precedentemente sviluppati dalla Umbrella in un'unica formula che, se inalata, trasforma le persone in zombi più veloci e intelligenti, mentre se iniettata causa svariate mutazioni nelle persone e negli animali, trasformandoli in potenti mostri. Dopo essere sopravvissuti a Tall Oaks, Leon ed Helena decideranno di andare in Cina per fermare i piani di Simmons, che si era recato lì per acquisire dati su Jake Muller, un giovane mercenario che, essendo figlio di Albert Wesker, possiede anticorpi contro il virus C. 
Invece di sfruttare Jake per creare un vaccino, Simmons voleva catturarlo prima della sua ex complice Carla Redames in modo da studiare il sangue del ragazzo e usarlo per creare nuovi virus da vendere segretamente sul mercato nero. Carla, invece, voleva sfruttare Jake per potenziare il virus C e far precipitare il mondo intero nel caos tramite attacchi bioterroristici globali, in modo da distruggere lo statu quo voluto da Simmons e ottenere una vendetta personale su di lui. Infatti, Carla odiava Simmons in quanto, alcuni anni prima, lei era stata modificata geneticamente con il virus C dai ricercatori della "Famiglia" su ordine di Simmons, il quale voleva che Carla assomigliasse alla perfezione alla spia internazionale Ada Wong. Infatti, Simmons, che aveva avuto contatti con Ada nella compravendita di armi bioorganiche, se n'era invaghito alla follia e voleva ad ogni costo un clone esatto della spia. A questo scopo, Simmons si era servito di Carla Redames, una sua ricercatrice che possedeva alcuni tratti somatici simili a quelli di Ada Wong, per creare una sosia di Ada tramite un'elaborata manipolazione genetica eseguita con il virus C. Carla finì quindi per diventare un clone perfetto di Ada e, pur fingendo di continuare a collaborare con Simmons, iniziò in realtà a serbare un odio profondo nei suoi confronti. In Cina, Simmons stesso finisce per venire contagiato da una potentissima dose di virus C, somministratagli da uno degli sgherri di Carla, decisa ad ottenere la sua vendetta sull'uomo che le aveva rovinato la vita trasformandola in un'altra donna solo per il suo piacere personale. Derek Simmons si trasformerà quindi in un mostro mutante dalle capacità rigenerative apparentemente infinite. Simmons infatti, ormai in overdose da virus C, muterà il suo corpo a suo piacimento in diverse forme mostruose, trasformandosi prima in un essere somigliante ad una tigre, poi in una specie di centauro, successivamente addirittura in un gigantesco dinosauro e infine in un enorme insetto. Leon e Helena si scontreranno contro di lui più volte nel tentativo di eliminarlo, mentre in Cina ha luogo un nuovo attacco bioterroristico su larga scala, diretto dalla Neo Umbrella. 
Alla fine del gioco Leon e Helena, con l'aiuto della vera Ada Wong, riescono a sconfiggere e a eliminare Simmons. Sempre da Ada i due agenti ricevono le prove della colpevolezza di Simmons nella creazione del virus C e nell'attacco bioterroristico di Tall Oaks, che li scagiona dall'omicidio del presidente. Nel frattempo, grazie al figlio di Albert Wesker, Jake Muller, che possiede gli anticorpi per il Virus C, il governo statunitense riesce finalmente a sviluppare un vaccino e inizia a debellare l'epidemia.
Durante la prima parte della sua campagna in Resident Evil 6 Leon indossa la giacca di Alex Mercer, protagonista del videogioco Prototype.

### Resident Evil: Vendetta
Nel 2014, successivamente agli eventi di Resident Evil 6 e prima di Resident Evil 7, Leon, sempre membro della D.S.O., deve collaborare con l'agente della B.S.A.A Chris Redfield e con la ricercatrice Rebecca Chambers per sventare un rischio batteriologico a New York causato dal bioterrorista Glenn Arias assieme al suo braccio destro Maria Gomez, un'affascinante trafficante di armi biologiche e il padre di lei, Diego Gomez, mutato in una possente creatura simile ad un Tyrant. Arias ha sviluppato un nuovo tipo di virus noto come il virus Trigger per vendicare la morte di sua moglie avvenuta, a quanto pare, a causa di un bombardamento da parte del governo statunitense.
Alcuni mesi prima, Leon era stato costretto a uccidere tutti i membri della sua squadra della D.S.O., finiti vittima di tale virus mentre cercavano di sventare un attacco bioterroristico a Washington. A causa di questo, Leon cadde in un profondo stato depressivo, iniziando ormai a ritenere impossibile la sua missione di annientare i virus che trasformano le persone in B.O.W., conscio del fatto che, per quanto lui si sforzi a combattere il bioterrorismo, ci saranno sempre nuovi nemici che continueranno a causare la morte di innocenti tramite gli agenti virali. Leon si prende quindi alcuni giorni di ferie per riflettere sulla sua vita, tentando di affogare i suoi dispiaceri nell'alcol. Inizialmente Leon si rifiuta di aiutare Chris che, nel tentativo di motivarlo, gli chiede per quanto ancora abbia intenzione di restarsene in ferie senza far nulla, mentre Leon replica che non si pone mai piani così a lungo termine. Tuttavia, quando i terroristi al soldo di Arias rapiscono Rebecca minacciando di usare il vaccino da lei creato per potenziare ulteriormente il virus, Leon verrà nuovamente motivato a non abbandonare la lotta al bioterrorismo e deciderà di tornare in azione al fianco di Chris e della B.S.A.A. 
Nonostante Arias fosse riuscito a infettare tutta Manhattan con il virus, Leon e Chris riusciranno a liberare Rebecca e a recuperare il vaccino da diffondere su New York per curarne gli abitanti. Nel tentativo di fermarli, Arias si fa assimilare da Diego e i due effettuano una mutazione che li porta a trasformarsi in un potentissimo super Tyrant. Leon, da solo, combatterà testa a testa con il potente mostro e alla fine riuscirà a eliminarlo con l'assistenza di Chris e della B.S.A.A., uccidendo di conseguenza Arias e Diego. Nel finale del film, Leon chiede a Chris quanto ancora potranno continuare a sventare complotti bioterroristici solo per ritrovarsi sempre al punto di partenza e a dover rifare tutto da capo ogni qualvolta un nuovo nemico metterà in atto un nuovo attentato. Con un sorriso, Chris gli risponderà come Leon gli aveva detto all'inizio del film, ovvero che non si pone mai piani così a lungo termine. 
Successivamente i due agenti, insieme a Rebecca, propagheranno l'antidoto su tutta New York a bordo di un aereo della B.S.A.A., guarendo gli abitanti della città facendoli tornare persone normali. Maria Gomez è tuttavia ancora viva, e da un bagliore emanato dai suoi occhi sembra essere anche lei infetta da un agente virale.

### Resident Evil: L'isola della morte
Nel 2015 a San Francisco, Leon, ancora agente speciale della Divisione delle operazioni di sicurezza (D.S.O.), con l'aiuto di Ingrid Hunnigan ha il compito di arrestare il dottor Antonio Taylor, ricercatore della D.A.R.P.A. e ingegnere di robotica, il quale ha venduto informazioni riservate a potenze straniere. Durante il briefing, Leon scopre che Taylor è stato rapito da un gruppo anonimo mentre veniva braccato da una squadra S.W.A.T. del dipartimento di polizia di San Francisco. Leon tenta di intercettare i rapitori, ma viene ostacolato da Maria Gomez, la terrorista sopravvissuta al loro ultimo incontro l'anno prima. Maria possiede una forza, una resistenza e un'agilità fuori dal comune, dimostrando di essere chiaramente infetta da un qualche tipo di virus che l'ha potenziata. Grazie a queste abilità riesce a impedire a Leon di raggiungere Antonio Taylor, facendogli perdere il controllo della moto su cui l'agente lo stava inseguendo, per poi fuggire. Nel frattempo, il consigliere della Bioterrorism Security Assessment Alliance (B.S.A.A.) Rebecca Chambers informa l'agente Chris Redfield di dodici casi in cui persone sono morte dopo essere state misteriosamente infettate da un ceppo avanzato del virus T e sono state trovate con segni di aghi sul corpo. Chris fa visita a Jill Valentine, sperando di impedirle di prendere parte all'operazione perché ancora provata dal trauma dovuto al controllo mentale che Albert Wesker le aveva inflitto nel 2009, ma lei rifiuta.
Chris e Jill incontrano Rebecca e la sorella di Chris, Claire Redfield, la quale rivela di aver scoperto un'orca infettata dallo stesso ceppo di virus T delle vittime del caso di Chris. L'orca nuotava vicino al Greater Farallones National Marine Sanctuary, cosa accaduta di recente a diverse balene scomparse. Poiché il ceppo attuale è simile ai ceppi precedenti incontrati dalla B.S.A.A., sono fiduciosi che i loro attuali vaccini saranno sufficienti. A causa della vicinanza del santuario all'isola di Alcatraz, il gruppo si reca lì fingendo un giro turistico. Durante l'esplorazione delle fogne, Jill incontra Leon e si unisce a lui per respingere i licker e raggiungere l'armeria, dove trovano progetti per droni simili a zanzare, che erano usati per infettare le persone. In seguito, vengono catturati da Dylan Blake e gettati in una cella con Taylor e gli altri. Dylan è un sopravvissuto di Raccoon City, ex dipendente della Umbrella, ora divenuto un bioterrorista che vuole infettare l'intero paese, per vendicarsi del governo statunitense che aveva finanziato la Umbrella prima della distruzione di Raccoon City. Il dottor Antonio Taylor, ricercato dal governo americano, lavorava proprio per lui prima di venire ucciso da Dylan stesso. Dylan usa i droni per infettare i Redfield e Leon prima di rivelare di aver unito le forze con Maria, la quale cerca vendetta per la morte di suo padre Diego. Mentre Jill cerca di catturare Dylan, Rebecca cura Leon e i Redfield. 
Seppur ancora indebolito dal virus con cui era stato infettato, Leon si lancia all'inseguimento di Maria, la quale è ben contenta di affrontarlo, in quanto vuole farla pagare a Leon per essere stato uno dei responsabili della morte di suo padre, un anno prima. 
I due si affrontano in combattimento e le abilità sovrumane di Maria sembrano inizialmente darle un largo vantaggio su Leon, il quale però resiste e reagisce ai suoi attacchi, tenendole sempre più testa, sino a quando recupera del tutto le forze e riesce infine a sconfiggerla. Maria rimane infatti uccisa nel combattimento. 
Successivamente Leon si riunisce a Chris, Jill, Claire e Rebecca combattendo al loro fianco per sconfiggere Dylan, che si fonde con un'arma bioorganica gigantesca. Questa B.O.W. sembra apparentemente invulnerabile a qualunque tipo di arma da fuoco, tuttavia Rebecca, aiutata da Claire, prende il controllo dei droni di Dylan e li programma per infettare la creatura in cui si è trasformato, indebolendolo. Questo permette a Jill di attirare il mostro sotto un enorme cancello che verrà fatto esplodere da Leon e Chris con un lanciarazzi: ciò fa precipitare un'enorme barriera di metallo sulla B.O.W. che rimane decapitata e viene definitivamente distrutta da alcuni esplosivi che gli agenti avevano piazzato. Eliminati Maria Gomez e Dylan Blake e sventata la minaccia da loro rappresentata, la missione di Leon e degli altri agenti è completata con successo.

## Spin-off non canonici

### Resident Evil Gaiden
Leon, divenuto un agente di una compagnia segreta, si è infiltrato in una nave da crociera con l'obiettivo di investigare sull'apparente detenzione di B.O.W. (acronimo di "Bio-Organic Weapon", arma biorganica) nella nave. Durante le vicende Leon incontra Barry, che, sebbene non gli ispiri molta fiducia, riesce a farlo fuggire dalla nave infestata dagli zombi. La missione si conclude con successo, tuttavia alla fine del gioco si può scorgere una ferita sul collo di Leon dalla quale scorre del sangue verde, il che lascia intendere che sia stato contagiato dal virus.

### Resident Evil: Operation Raccoon City
Leon, nelle insolite vesti di antagonista, si ritrova coinvolto nella lotta tra il Delta Team (le forze speciali della Umbrella), incaricato di distruggere le prove del coinvolgimento di Umbrella nel disastro di Raccoon City, e le forze del governo americano, il cui scopo è invece quello di trovarle. Il suo obiettivo principale è quello di difendere Sherry Birkin, che il Delta Team ha l'ordine di catturare. Alla fine della storia, al giocatore è dato di scegliere se il Delta Team deciderà di completare la missione, uccidendo Leon e Claire e recuperando Sherry, o di risparmiare tutti e tre per vendicarsi della Umbrella, responsabile dell'incidente.

## Altri media

### Cinema
- Nel quinto film di Paul W. S. Anderson ispirato alla saga, Resident Evil: Retribution, Leon S. Kennedy è interpretato dall'attore statunitense Johann Urb. Questi, per poter impersonare al meglio il personaggio nel film, ha affermato in un'intervista di aver guardato molti video su YouTube riguardanti i videogiochi della serie di cui Leon è protagonista per poter riprodurre le sue movenze e il suo tono di voce in maniera similare.[15]
- Leon è uno dei protagonisti dell'adattamento cinematografico reboot dei primi due videogiochi, interpretato dall'attore canadese Avan Jogia.